# Barnaby Fitzpatrick (6e baron d'Upper Ossory)
Pour les articles homonymes, voir Barnaby Fitzpatrick.
Barnaby Fitzpatrick (en irlandais : Brian Mac Giolla Phádraig) (mort en 1666), 6e baron d'Upper Ossory, (mort en 1696) est le fils aîné et successeur de Barnaby Fitzpatrick (5e baron d'Upper Ossory)

## Biographie
Lui-même fils aîné et homonyme de Barnaby Fitzpatrick et de son épouse Margaret Butler, il obtient un siège au Parlement le 16 mars 1639. Il épouse Catherine Everard, fille de Sir Edward Everard. Son fils aîné et homonyme, Barnaby sera le dernier membre de la famille Mac Giolla Phádraig porteur de ce titre

## Sources
- (en) William Carrigan, The History and Antiquities of the Diocese of Ossory, vol. 1, Dublin, Sealy, Bryers & Walker, 1905
- Anthony Marinus Hendrik Johan Stokvis, préface de H. F. Wijnman, Manuel d'histoire, de généalogie et de chronologie de tous les États du globe, depuis les temps les plus reculés jusqu'à nos jours, Israël, 1966, p. 274 Table n°28b Généalogie des rois d'Ossory II et des seigneurs de Haut-Ossory.